# 退役
退役（たいえき）とは、役務から退くこと。主として軍人が軍務から完全に退くことを指す。また、艦船や航空機などが運用を終える場合にも使われる。

## 概要

### 軍人の退役
軍人の場合、退役は必ずしも「現役を終わること」を意味しない。国や時代により制度が異なるが、兵役にはいくつかの役種があり、日常的に軍務につく現役を離れても予備役や後備役など有事の際に軍務につく要員に編入する場合は狭義において退役とは呼ばない。高齢や身体の損傷などにより耐えられないとみなされ、もう軍務に復帰することはない状態を退役とするのが一般的である。

### 機材等の退役
旧式化した装備は維持・運用に要する費用を考慮して、稼働が可能であっても退役させることがある。その場合、モスボールされて再運用に備えたり、他国に売却されたり、軍艦などは記念艦として保存される場合もある。